# Брожка
Бро́жка (бел. Брожка) — деревня в составе Горбацевичского сельсовета Бобруйского района Могилёвской области Республики Беларусь.

## Население
В господском доме «Горбацевичи» (сегодня «Двор Горбацевичи») в семье дворян евангелическо-лютеранского вероисповедания Кошко Франца состоящего на службе в Могилевской палате гражданского суда, в чине коллежского секретаря и Констанции Карловны Кошко, урожденной Бучинская (1833—1905) родились Кошко, Иван Францевич (1859—1927) — российский государственный деятель, действительный статский советник (1906)., Кошко, Аркадий Францевич (1867—1928) — русский криминалист и сыщик. Начальник Московской сыскной полиции, позднее заведовавший всем уголовным сыском Российской империи, писатель-мемуарист. Генерал. как только не называли его русские газеты «Русский Шерлок Холмс» «Гений сыска» «Сосковский Лекок», а также три их сестры: Антуанетта, Наталья (родилась в 1856 году) и Мария (1861—1946).
- 1999 год — 47 человек
- 2010 год — 32 человек